# Leuvenum

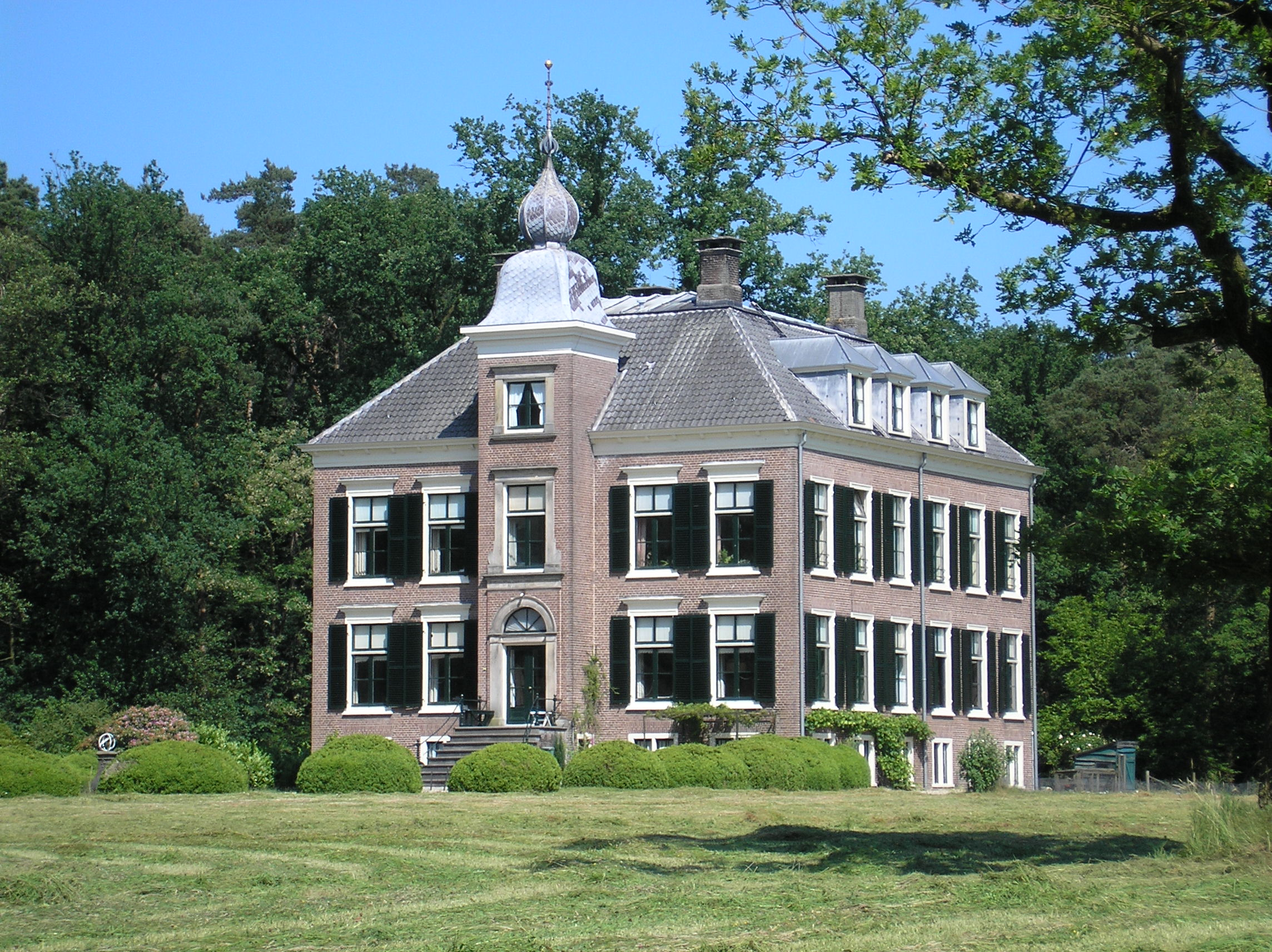
Huis te Leuvenum

Leuvenum is een buurtschap en landgoed in de gemeente Ermelo, in de Nederlandse provincie Gelderland. Het landgoed is 600 hectare groot en heeft, inclusief het omringende gebied, 65 inwoners (2011). Ten noordwesten van de buurtschap ligt Leuvenumse Bos, ten noorden de Leuvenhorst en ten zuiden het Leuvenumse Veld.
De in een bosrijke omgeving gelegen buurtschap ligt iets ten noorden van de buurtschap Staverden, ongeveer op de lijn Elspeet - Ermelo. Leuvenum ligt in een agrarische enclave. Dit houdt onder andere in dat het landgoed is afgesloten voor wilde zwijnen, maar niet voor reeën en herten. Deze komen er dan ook veel voor.
Door het huidige landgoed Leuvenum stroomt de zich vertakkende Leuvenumsche Beek. Kenmerkend voor het landgoed zijn de boerderijen met de kleuren van Leuvenum op de luiken: donkergroen met gele biezen, de oude enkwal die de vroegere buurtschap omgaf, het omgrachte bosterrein van het verdwenen Huis te Leuvenum (achter uitspanning "De Zwarte Boer"), het huidige Huis te Leuvenum en de afwisseling op de enk van bouwland en oude houtwallen.

## Geschiedenis

### Ontstaan en ontwikkeling
Leuvenum is een van de oudste woonplaatsen aan de Hierdensche Beek. De naam komt van het Germaanse ‘heim’ (huis) en het Westfaalse ‘leve’, dat heuvel betekent. De eerste vermelding van Leuvenum is van ongeveer 1300, maar Leuvenum is waarschijnlijk in de Karolingische periode (zesde t/m de tiende eeuw) ontstaan. Deze datering is af te leiden uit de naam, een oude heemnaam.

### Het landgoed en het Huis te Leuvenum
In de 18e eeuw was dr. Anthony Pieter van Westervelt (1750-1823) heer van Leuvenum, als erfgenaam van zijn vader Willem Jan van Westervelt, heer van Salentijn en Leuvenum. De dochter van Anthony Pieter, Aleyda Johanna van Westervelt (1785-1862), trouwde in 1803 met mr. Samuël Johannes baron Sandberg, heer van Essenburg (1778-1854). Vanaf 1823 huurt prof. dr. Gabriël van Oordt (1757-1836) enkele jaren het oude huis te Leuvenum van familie Sandberg. In 1919 kwam het landgoed in bezit van een achterkleinzoon van de genoemde Samuël Johannes Sandberg, jhr. dr. Cornelis Johannes Sandberg (1883-1945), burgemeester van Diepenveen. Hij liet de oude boerderijen afbreken, de hei ontginnen, voegde land samen en legde bossen aan langs het Putter fietspad, zodat het het huidige landgoed ontstond. De familie verbleef eerst in de zomer nog in het jachthuis. Hij had last van astma en merkte dat het in Leuvenum veel beter ging met zijn gezondheid. Hij liet het Huis te Leuvenum bouwen en na verloop van tijd betrok de familie het huis. Aan het einde van de Tweede Wereldoorlog, in januari 1945, is Sandberg samen met zijn vrouw en zoon opgepakt door de Duitsers. Vader en zoon zijn niet meer teruggekeerd. Een weg in Leuvenum is naar hem vernoemd: de Jhr. dr. C.J. Sandbergweg. Het landgoed is tegenwoordig eigendom van de Stichting Sandberg van Leuvenum.

## Paddenoverzetactie
Elk jaar in de voorjaarsvakantie organiseert de afdeling Noord-West Veluwe van de Koninklijke Nederlandse Natuurhistorische Vereniging (KNNV) een paddenoverzetactie in Leuvenum. In 2007 is het de 25ste keer dat deze actie wordt georganiseerd. Rond maart trekt de gewone pad, de kleine watersalamander en de bruine kikker naar de grote vijver op het landgoed. Bij het oversteken van de Jhr. dr. C.J. Sandbergweg werden in het verleden tientallen dieren doodgereden. Om dit te voorkomen plaatst de KNNV netten langs de kant van de weg, met op bepaalde plekken ingegraven emmers. Bij de nachtelijke tochten van de padden, vallen zij in de emmers. De emmers worden iedere ochtend leeggehaald door leden van de KNNV. Zo kunnen de padden veilig de overkant van de weg bereiken.

## Verenigingen
- Leuvenum valt onder de 'Buurtvereniging Speuld en omstreken'. De buurtvereniging geeft maandelijks 'Tolnieuws' uit, het verenigingsblad.
- Leuvenum heeft samen met Staverden de 'Oranjevereniging Leuvenum/Staverden'. Het grootste jaarlijks terugkerende evenement is het Oranjefeest, met vogelschieten en zeskamp. Het feestterrein bevindt zich op een weiland midden in Leuvenum.